# Lancia Trevi
La Lancia Trevi (Tipo 828) est une berline produite par le constructeur automobile italien Lancia entre 1980 et 1984. Elle fut présentée lors du salon automobile de Turin en mai 1980. Elle est basée sur la Lancia Beta.